# 부여 정각사 목조관음 및 세지보살좌상
부여 정각사 목조관음 및 세지보살좌상(扶餘 正覺寺 木造觀音 및 勢至菩薩坐像)은 대한민국 충청남도 부여군 석성면, 정각사에 있는 조선시대의 불상이다. 2011년 7월 20일 충청남도의 문화재자료 제417호로 지정되었다.

## 개요
정각사 대웅전에는 삼존불상이 봉안되어 있으며, 이 중 본존인 석가불은 현대작이며 좌우의 보살상은 조선시대 불상이다. 보살상 머리에는 각각 화불과 정병이 새겨져 있어 보관을 쓰고 있어 관음보살과 대세지보살로 존명을 추정할 수 있으나, 보관이 후대에 제작된 것이라 정확하지 않다. 다만 수인의 형태로 보아 화불이 있는 보관을 쓴 보살상은 본래 향오른쪽에, 정병이 있는 보관을 쓴 보살상은 향 왼쪽에 있었을 것으로 추정된다.
두 구의 보살상은 서로 닮아 있으나, 세부적인 표현이 다른 점으로 보아 같은 시기에 동일한 작가에 의해 조성된 것이 아니라 어느 시기에 정각사 대웅전에 함께 봉안된 것으로 보인다. 화불이 있는 보관을 쓴 보살상은 갸름한 얼굴형에 보발은 높으며, 이목구비는 단정하고 입술 끝이 살짝 올라가 인상이 온화하고 부드러웜 어깨는 좁고 허리가 길며 무릎이 높고 넓어 신체 비례가 알맞고 자세가 안정감이 있다. 수인은 오른손을 가슴위로 올리고 왼손을 무릎 위에 놓인 하품중생인을 결하고 있으며, 두 손은 매우 가늘고 섬세하게 조각하였다. 법의는 편삼에 대의를 걸치고 안에는 내의를 입고 있으며, 가슴에는 세 줄로 길게 늘어뜨린 목걸이를 걸쳤으며 어깨부터 무릎아래로 흐르는 옷주름이 번잡스럽지 않게 신체를 따라 자연스럽게 흐르도록 표현하였다. 보살상의 전체 형상은 세장하지만 상호와 신체를 볼륨감있게 처리하여 힘이 있고, 조각 수법은 섬세하다.
정병이 있는 보관을 쓴 보살상 역시 앞서 살펴본 보살상만큼 조형성이 우수하며 기본적인 형상은 화불이 있는 보관을 쓴 보살상과 거의 유사하지만 상호와 신체, 법의 표현에서 조금씩 차이가 있다. 수인은 다른 보살상과 반대로 왼손을 올리고 오른손을 내린 중품상생인을 결하고 있다. 착의법도 편삼에 대의를 걸치고 있으며 목걸이는 걸치지 않았다. 상호는 가름한 얼굴형은 같지만 이목구비가 반대편의 보살상과 비교해 보면, 형식화되어 있으며 옷주름 표현 역시 양감있게 흐르는 자연스러움이 떨어진다.
정각사 대웅전 두 보살상은 비록 본존불이 없고 원래 좌우협시보살상일 가능성도 적으며 복장물도 남아 있지 않아 정확한 제작시기와 제작자를 알 수 없으나 두 보살상 모두 부드러운 얼굴 표정과 적당한 신체 비례가 돋보이는 작품으로서 영락이나 착의법 등에서 18세기 이전에 제작된 상으로 시대성 및 역사성이 높다.

## 같이 보기
- 정각사

## 참고 자료
- 부여 정각사 목조관음 및 세지보살좌상 - 국가유산청 국가유산포털